# Tess Merkel
Eva Therese Margaretha Merkel, anche nota come Tess Merkel (Nyköping, 18 aprile 1970), è una cantante svedese, conosciuta come membro del gruppo dance pop Alcazar.

## Biografia
Originaria di Nyköping, ha iniziato la propria carriera di cantante negli anni '90 partecipando a diversi musical e collaborando con il produttore e compositore Hans E. Wallman.
Nel 1998, insieme a Annika Kjærgaard e Andreas Lundstedt ha fondato il gruppo Alcazar.
È attiva anche come giocatrice di poker.